# تقفع عضلي
قد يحدث تقفع العضلات لأسباب متعددة، مثل الشلل، وضمور العضلات، والحثل العضلي بأشكاله المختلفة. التبدل الرئيسي هو تقاصر العضلات مع أوتارها، ما يؤدي إلى انخفاض مرونتها. على سبيل المثال، يحدث فقدان القوة العضلية والسيطرة على العضلات في حالة الشلل الجزئي (شلل الأطفال مثلًا)، ويكون هذا الفقدان مسيطرًا بشكل كبير في بعض العضلات مقارنةً بغيرها، ما يؤدي إلى اختلال التوازن بين مجموعات عضلية مختلفة حول مفاصل معينة. مثال على ذلك: يحدث التقفع العضلي عندما تكون العضلات التي تثني القدم ظهريًا (أي للأعلى) أقل وظيفيةً من العضلات التي تثني القدم أخمصيًا (أي للأسفل)، ما يؤدي إلى هبوط القدم تدرجيًا نحو الأسفل بزاوية معينة وفقدانها مرونتها.

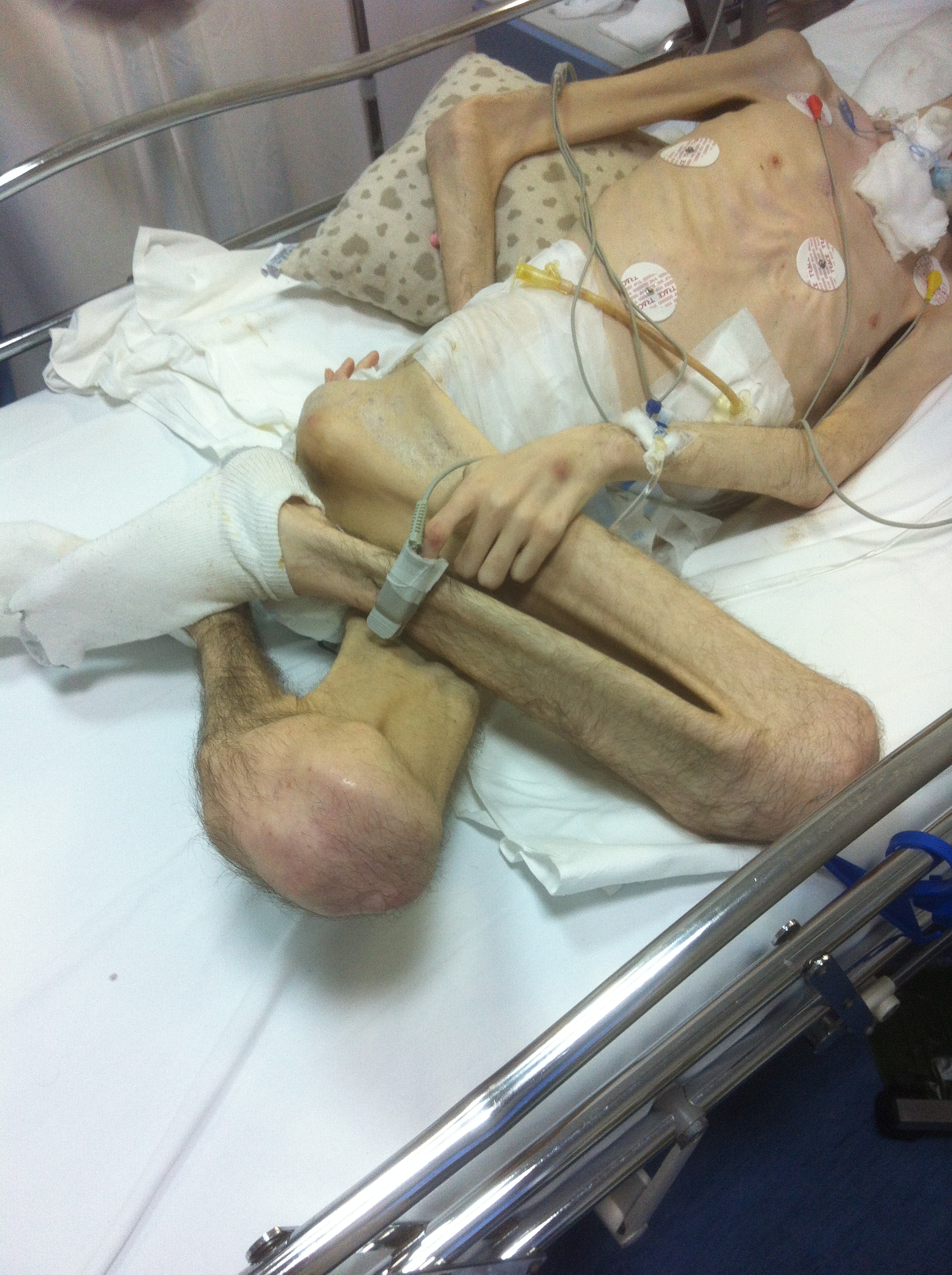
تقلصات العضلات في الحالة العصبية الطرفية

قد تؤدي التداخلات المختلفة إلى إبطاء تقفع العضلات، أو إيقافه، أو حتى عكسه، بدءًا من العلاج الفيزيائي وصولًا إلى العمل الجراحي. من الأسباب الشائعة التي تؤدي إلى فقدان الكاحل مرونته في هذه الحالة وضع شراشف مثنية أو مطوية أسفل السرير في أثناء النوم. يُبقي وزن الشراشف الأرجل بوضعية انثناء أخمصي طوال الليل، ويُجرى تصحيح هذا من خلال عدم ثني الشراشف ووضعها أسفل السرير، أو عن طريق النوم مع تعليق القدمين من السرير عند النوم بوضعية الرقود (وضعية الانبطاح)، وهو جزء من تصحيح هذا الخلل.
يحدث التقفع أيضًا عندما تبقى العضلات مشدودةً فترةً طويلةً كما يحدث عند حدوث كسر ما، ثم تثبيته بوساطة جبس باريس، ما يؤدي إلى قصر في طول العضلات لأنها لم تُستخدم لفترة طويلة من الوقت.

## الأسباب

### التثبيت
تُثبت المفاصل عادةً في وضع متقاصر ما يؤدي إلى حدوث تغيرات في النسيج الضام للمفصل وطول العضلات والأوتار المرتبطة بها. يُسهل التثبيت المطول تكاثر الأنسجة، الأمر الذي يؤثر في الحيز المفصلي. يؤدي الحفاظ على وضعية التقاصر فترةً طويلة من الوقت إلى مجموعة من التغيرات مثل تشكيل التصاقات ليفية، وخسارة القسيمات العضيلة (الساركومير)، وفقدان قابلية التمدد للأنسجة.

### التقبض أو فرط التوتر التشنجي
قد يحدث تقفع العضلات إذا تُرك فرط التوتر التشنجي دون علاج. يؤدي فقدان تثبيط توتر (قوة) العضلات إلى حدوث فرط في نشاط العضلات ما يؤدي إلى تقلص مستمر، الأمر الذي يُقلل من قدرة الفرد على التحكم بالمنطقة المصابة. سيظل المفصل في حالة انثناء أو التواء، ما ينتج عنه تأثيرات مشابهة لتلك التي ذٌكرت للتو في حالة التثبيت.

### ضعف العضلات
قد يحدث خلل في التوازن العضلي بين العضلات الناهضة والعضلات المناهِضة بسبب الاضطرابات العصبية، وإصابات الحبل الشوكي، والعادات الحياتية/وضعية الجسم. يؤدي الانخفاض في قوة العضلات إلى عدم استعمالها بشكل مستمر ثم ضمورها في نهاية الأمر. قد يؤدي التقلص المستمر للعضلات الناهضة -مع أدنى مقاومة- إلى حدوث التقفع العضلي.

## العلاج

### الشد أو التمدد المنفعل
يُطبقه عادةً المعالجون الفيزيائيون، وهو من أكثر الإجراءات الوقائية فائدةً، ووسيلة للحفاظ على مجال حركة متاح، بدلًا من استخدامه علاجًا. من المهم جدًا تحريك الطرف باستمرار على مدى مجال حركته الكامل وبسرعة محددة، ولكن لا يمكن الحفاظ على التمدد المنفعل للطرف للفترة الزمنية المطلوبة لتحقيق الفائدة المثلى.
وجدت مراجعة لمؤسسة كوكرين الطبية في عام 2017 أن التمديد لا يُقدم أي تسكين قصير الأمد للألم.

### استخدام الجبيرة
جهاز تصحيح التقفع (سي سي دي) هو جبيرة فعالة توفر تمددًا متواصلًا مع قوة مستمرة، وتعمل بناءً على مبادئ الزحف (الاستطالة الدائمة التي تحدث في المادة نتيجة التحميل بحمل ثابت لفترة طويلة). تُعد من أكثر الجبائر فائدةً، ولكن يجب إجراء المزيد من الأبحاث. تُستخدم الجبائر في العلاج طويل الأمد، ويجب إزالتها للسماح للعضلات المناهضة بالتمدد من أجل الحفاظ على مجال الحركة (التمدد المنفعل).

### التنبيه الكهربائي
يحسّن التنبيه الكهربائي المجال المنفعل للحركة، ولكن بشكل مؤقت فقط. ففور سحب العلاج تتراجع جميع الفوائد. قد يلعب التنبيه الكهربائي دورًا أساسيًا في منع حدوث ضمور العضلات.

### الجراحة
الجراحة هي حل لتقصير العضلات، ولكن قد تنشأ عنها مضاعفات أخرى. بعد جراحة تطويل العضلات، ينخفض عادةً إنتاج القوة ومجال الحركة بسبب التبدل في مواقع القسيمات العضلية بين الطول الأعظمي والأصغري للعضلة. قد ينكس التقاصر في العضلات المتطاولة جراحيًا.